# Khirbet Tin Nur
Khirbet Tín Nur (tiếng Ả Rập: خربة تين نور, cũng đánh vần Khirbat at-Teen Nour) là một thị trấn ở miền trung Syria, một phần hành chính của Tỉnh Homs, phía tây Homs. Các địa phương lân cận bao gồm Homs ở phía đông, Qattinah ở phía đông nam, Khirbet al-Sawda ở phía nam, Khirbet Ghazi ở phía tây nam, Khirbet al-Hamam ở phía tây, Umm al-'Adam ở phía tây bắc và Khirbet Tin Mahmoud. Theo Cục Thống kê Trung ương (CBS), Khirbet Tin Nur có dân số 2.726 người trong cuộc điều tra dân số năm 2004. Đây là trung tâm hành chính của một nahiyah ("tiểu khu") bao gồm 43 địa phương với dân số kết hợp là 52.879 trong năm 2004. Thị trấn có tổng diện tích đất là 163 ha.
Tên của thị trấn, được dịch là "Tàn tích của Nur 'Figs", có nguồn gốc từ một phần cũ của thị trấn được biết đến với sự phong phú của các vườn cây sung. Hầu hết các cây đã bị chặt bỏ và ngày nay, khu phố cổ được bao phủ bởi cây bụi. Thị trấn hiện đại được xây dựng về phía nam của tàn tích. Vào đầu những năm 1960, những ngôi nhà của Khirbet Tin Nur được xây dựng bằng đá nham thạch bazan.
Theo học giả người Thụy Sĩ Max van Berool, trong những tàn tích đầu thế kỷ 20 từ một pháo đài Ả Rập thời trung cổ nằm ngay bên ngoài Khirbet Tin Nur. Ngày nay pháo đài không còn nguyên vẹn.